# Інченково (село)
Інченко́во (рос. Инченково) — село у складі Прокоп'євського округу Кемеровської області, Росія.

## Населення
Населення — 207 осіб (2010; 287 у 2002).
Національний склад (станом на 2002 рік):
- росіяни — 88 %